# Danmarks riksregalier

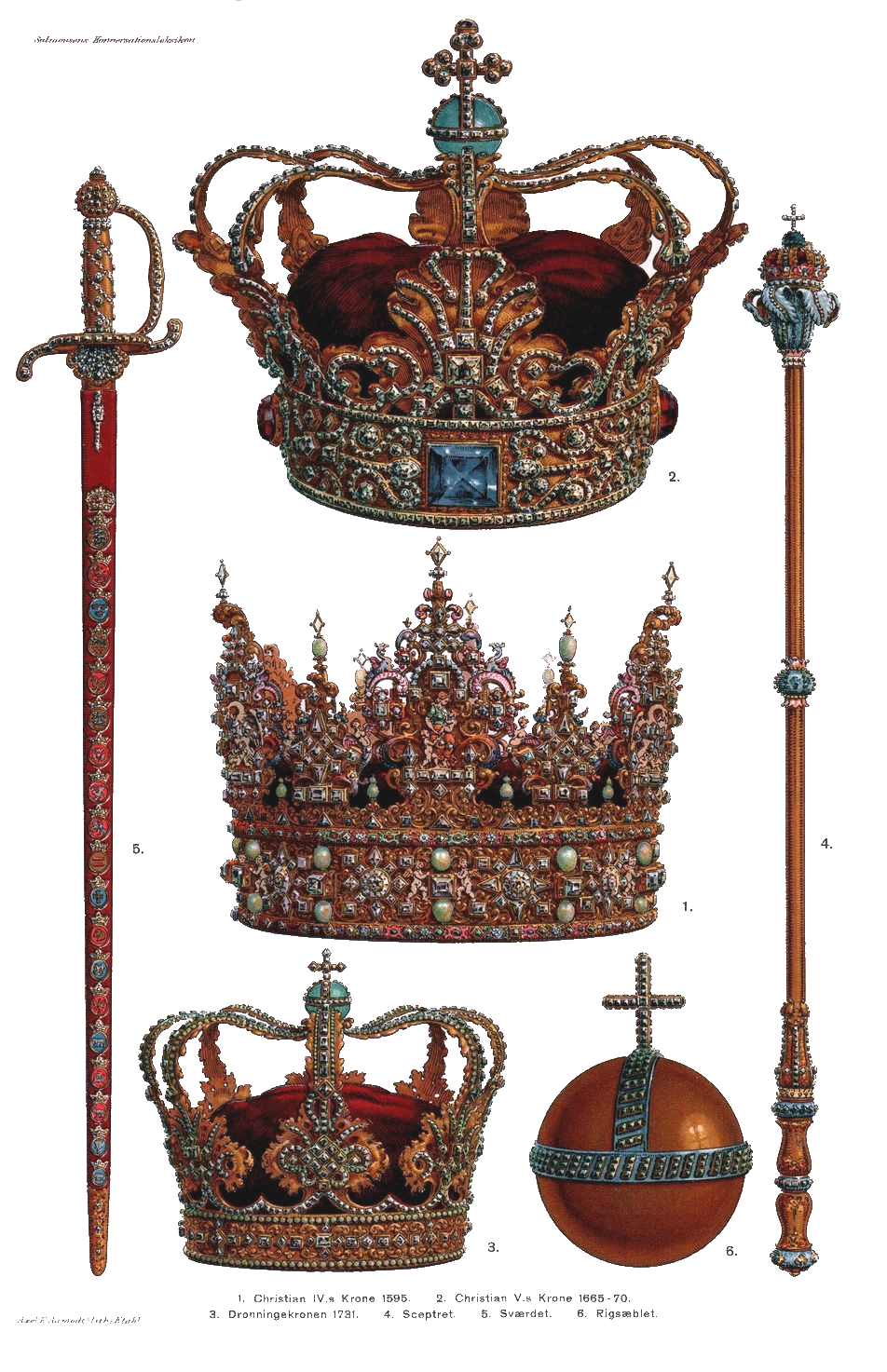
1. Krona av Christian IV 1595. (mitten) 2. Krona av Christian V 1665–70. (överst) 3. Drottningens krona 1731. (nederst) 4. Spira. 5. Statens svärd. 6. Globus cruciger.

Danmarks riksregalier är symbolerna för den danska monarkin. De består av tre kronor, en spira (som symboliserar högsta auktoritet), Globus cruciger (ett klot som symboliserar det jordiska riket med ett kors), statens svärd och en ampulla (som symboliserar smörjelsen av monarken). De danska kungliga regalierna förvaras i statskassan på Rosenborgs slott. Den äldsta av dessa är Christian III:s statssvärd från 1551. De inkluderar vidare kung Christian IV:s briljanterade och guldbroderade sadlar med pärlor, och dessutom föremål snidade av elfenben och bergkristall, lapis-bitar av ädelstenar och broscher i form av fantastiska djur.
Under de valbara monarkernas tid placerade prästerskapet och adeln kronan på kungens huvud vid kröningsceremonin. Efter införandet av absolutismen 1660 ersattes kungens kröning av smörjelse, för vilken kungen anlände till kyrkan iklädd kronan och invigdes till sitt kall genom att smörjas med olja. För smörjelsen av Christian V gjordes en ny krona, tillsammans med Danmarks tronstol av narvaltänder (förmodligen det mytiska enhörningens horn) och tre silverlejon, det senare skapat av Ferdinand Küblich (1664-1687). Detta var inspirerat av den bibliska beskrivningen av kung Salomos tron, som sades vara sammansatt av enhörningshorn och guld och bevakad av tolv gyllene lejon.
I och med 1849 års konstitution upphörde smörjningen och sedan dess har regalierna endast använts i samband med en avliden monarks Castrum doloris där kronan placeras på kistan, de andra regalierna läggs vid kistans fot, och kistan omgiven av de tre lejonen. Lejonen visades tidigare också upp i riksdagen under den årliga invigningssessionen, men denna tradition avbröts för nästan 100 år sedan. De visades också inför tronen i Christiansborgs slotts tronsal när de danska kungarna beviljade audienser vid särskilda formella tillfällen.
Kronjuvelerna hänvisar till fyra uppsättningar (parures) smycken som ägs av staten för en sittande drottning och som alltjämt bärs av drottning Margrethe II.
De kungliga regalierna, som symboliserade monarkens auktoritet över landet och folket inom det, inkluderar kronan av kung Christian IV, som är ett fint exempel på renässansskrån, den mer kända kronan av kung Christian V och en mindre krona för kungens gemål. Kungliga samlingen har andra viktiga föremål och juveler, såväl som dyrbara böneböcker och föremål som tillhör Elefantorden och Dannebrogsorden (som den stora Briljant och pärlstjärnan av Elefantorden som bärs på kröningsmanteln).

## De gamla regalierna
Termen gamla regalier används för att beskriva kronregalierna som användes före införandet av den absoluta monarkin 1660.

### Christian IV:s Krona

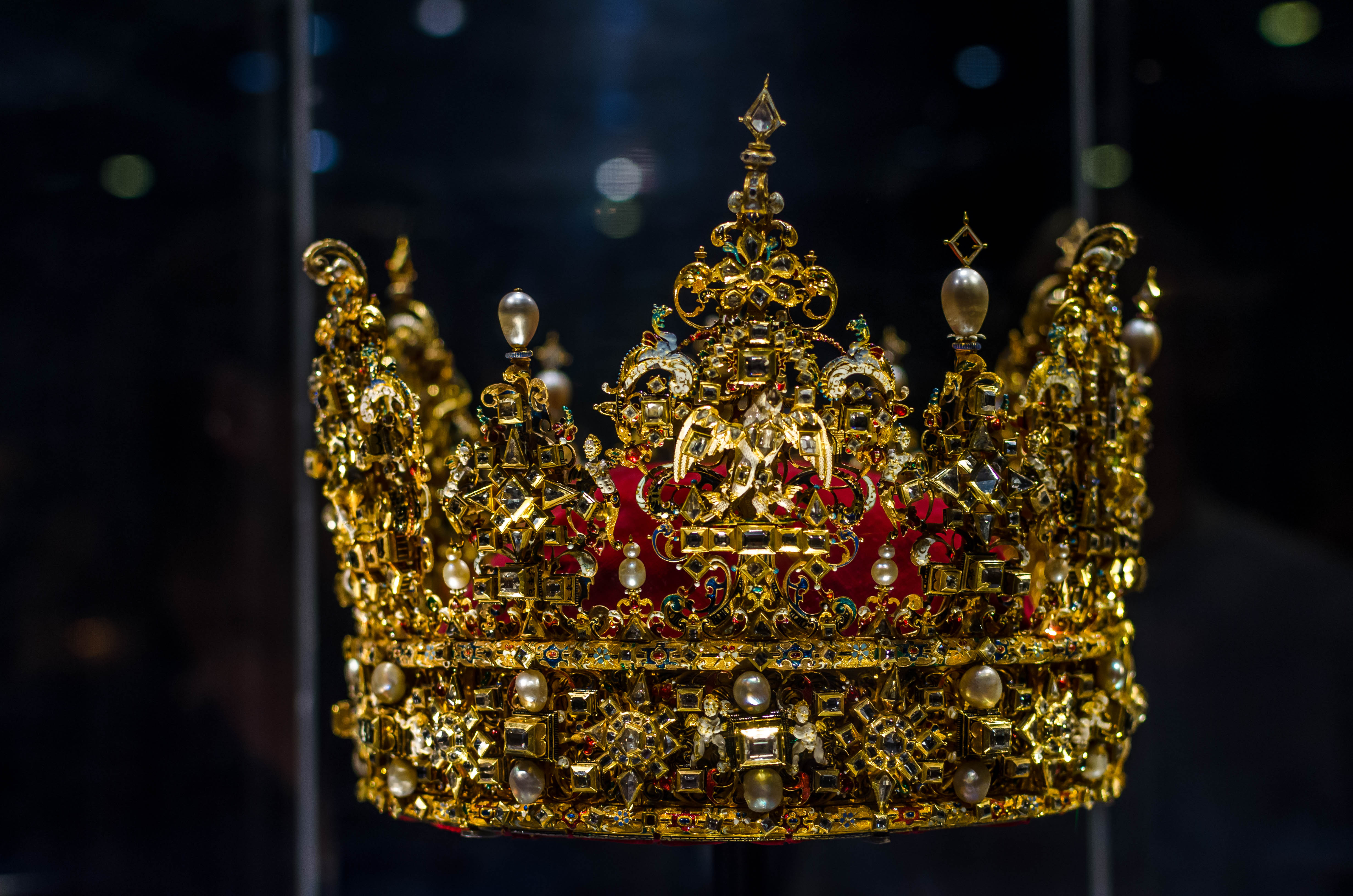
Christian IV Krona från 1600-talet.

Kronan formades av Dirich Fyring (1580-1603) i Odense med hjälp av Nürnbergs guldsmed Corvinianus Saur, under åren 1595-1596 inför Christian IV Kröning. Den är gjord av guld, emalj, bordsslipade ädelstenar och pärlor och väger 2 895 g.
Cirkeln är prydd med sex uppsättningar bordslipade diamanter mellan två stora runda pärlor med emaljerad putti på vardera sidan. Mellan var och en av dessa uppsättningar finns stjärnliknande ornament av triangulära och fyrkantiga bordslipade diamanter. På cirkelns övre kant finns sex stora och sex små arabeskliknande punkter. I mitten av var och en av de större punkterna finns en emaljerad allegorisk figur av en av kungens styrande funktioner och dygder. De tre spetsarna ovanför kungens panna och bakom vart och ett av hans öron bär en " pelikan i hennes fromhet". Punkten till höger på kungens panna bär en representation av Fortitude som rider på ett lejon, medan den till vänster bär bilden av Rättvisa som en kvinna som håller ett svärd och en våg. Punkten ovanför kungens nacke bär den traditionella bilden av Charity som en mamma som diar sitt barn. På insidan är dessa punkter dekorerade med vapenskölden från olika regioner i riket. De sex mindre spetsarna har vardera en stjärnliknande design i triangulära och fyrkantiga bordsdiamanter med en stor päronformad pärla i toppen.
Ursprungligen var det en öppen krona, 1648 lades byglarna och en monde och kors, men Christian V tog senare bort dessa igen för att använda guldet och Briljanterna från dem för att tillverka sin egen krona. Den användes för sista gången vid Fredrik III:s Kröning år 1648.

### Christian III:s statssvärd
Christian III:s Rikssvärd tillverkades 1551 av Johann Siebe. Den är gjord av förgyllt silver och den är dekorerad med emalj och bordsslipade ädelstenar. Före införandet av den absoluta monarkin var svärdet det första av de regalier som presenterades till kungen.

### Christian IV:s hyllningssvärd
Svärdet användes för att dubba/Adla. Den har ett blått emaljgrepp dekorerat med briljanter.

## De nya regalierna

### Christian V:s Krona

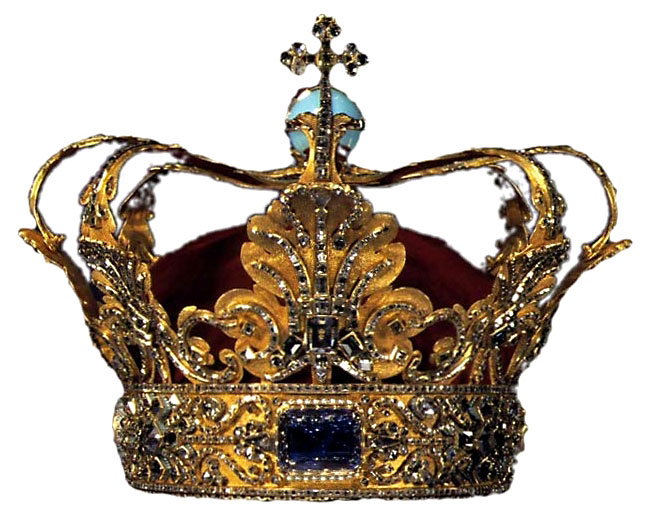
Christian V:s krona som användes vid hans Kröning 1671 och har sedan dess varit Danmarks krona.

Denna krona är den officiella krona som användes för smörjelser av danska absoluta monarker fram till slutet av absolutismen 1849. Den förste danske absoluta monarken Fredrik III ville att hans son och arvinge Kronprins Christian senare Kung Christian V skulle ha tillgång till de synliga symbolerna för kunglig makt till när han själv skulle dö och hans son ärva kungatiteln. Därför beställde han i hemlighet flera kronregalier, inklusive en krona, för att omge smörjelsen av de framtida absoluta monarker med så mycket ära och glamour som möjligt.
Kronan användes först för kröningen av Christian V och för den sista till kröningen av Christian VIII 1840. Idag används kronan som en symbol för monarkin och staten. Dess enda ceremoniella användning är när den placeras på en avliden monarks Castrum doloris.
Kronan är det synliga tecknet på kunglig makt och tillverkades av den kunglige guldsmeden Paul Kurtz i Köpenhamn åren 1670–1671. Som kronan på den första absoluta monarken gjordes den som en sluten krona för att se annorlunda ut än de valda kungarnas öppna kronor, möjligen inspirerad av Karl den Stores kejserliga krona.
Kronans cirkel är delad i fyra av två stora safirer, en platt som kan spåras tillbaka till Fredrik I i pannan på bäraren (förmodligen en gåva till hans far, Christian I, från Galeazzo Maria Sforza, hertigen av Milano 1474) och en tjockare på baksidan av huvudet och av en spinell på ena sidan och en granat på den andra. De fyra böjda segmenten av cirkeln mellan dessa stenar är dekorerad med voluter gjorda av bordslipade diamanter.
På den övre kanten av armring finns åtta Acanthus blad, fyra större och fyra mindre. Dessa akantusblad är dekorerade med briljantprydda revben. Det främre akantusbladet är dekorerat med en stor bordslipad diamant med Christian V:s monogram synlig bakom. Fästa på baksidan av vart och ett av dessa akantusblad med skruvar är smala halvbågar med briljanter som möts på toppen av kronan för att stödja en himmelsblå emaljerad korsglob, dekorerad med briljanter och med ett briljantbesatt kors ovanpå. På toppen av detta kors finns en cabochon rubin. Kronan väger 2 080 g.

### Drottningens krona
Drottning Charlotte Amalie av Hessen-Kassel kröntes inte och bar ingen krona vare sig för att hon tillhörde den reformerade kyrkan och därmed inte var medlem av Danska kyrkan eller för att det ansågs onödigt att kröna drottningen eftersom hon hade rätt att bära vilka regalier som helst genom sitt äktenskap med kungen.
Men alla följande drottningskonsorter av de absoluta monarkerna kröntes. Louise av Mecklenburg-Güstrow, kung Fredrik IV:s drottning, kröntes med en drottningkrona gjord för henne, som också användes av Fredrik IV för att kröna hennes efterträdare Anna Sophie Reventlow. Men Sophia Magdalen av Brandenburg-Kulmbach, kung Christian VI:s drottning, ville inte använda kronan som bars av sina föregångare och lät tillverka en ny krona av den kunglig juveleraren Frederik Fabritius (1683-1755) 1731. Denna krona är gjord som Christian V:s men bara högre och smalare. Den är dekorerad med bordslipade diamanter som antas komma från 1648 års krona av drottning Sophie Amalie.

### Den kungliga Spiran
Spiran tillverkades av en okänd guldsmed från Köpenhamn för kröningen av Fredrik III 1648. Den är gjord av guld och slutar i en långsträckt emaljerad knopp i botten dekorerad med briljantprydda revben och en emaljerad lilja upptill med en kunglig krona ovanför.

### Det Kungliga Riksäpplet

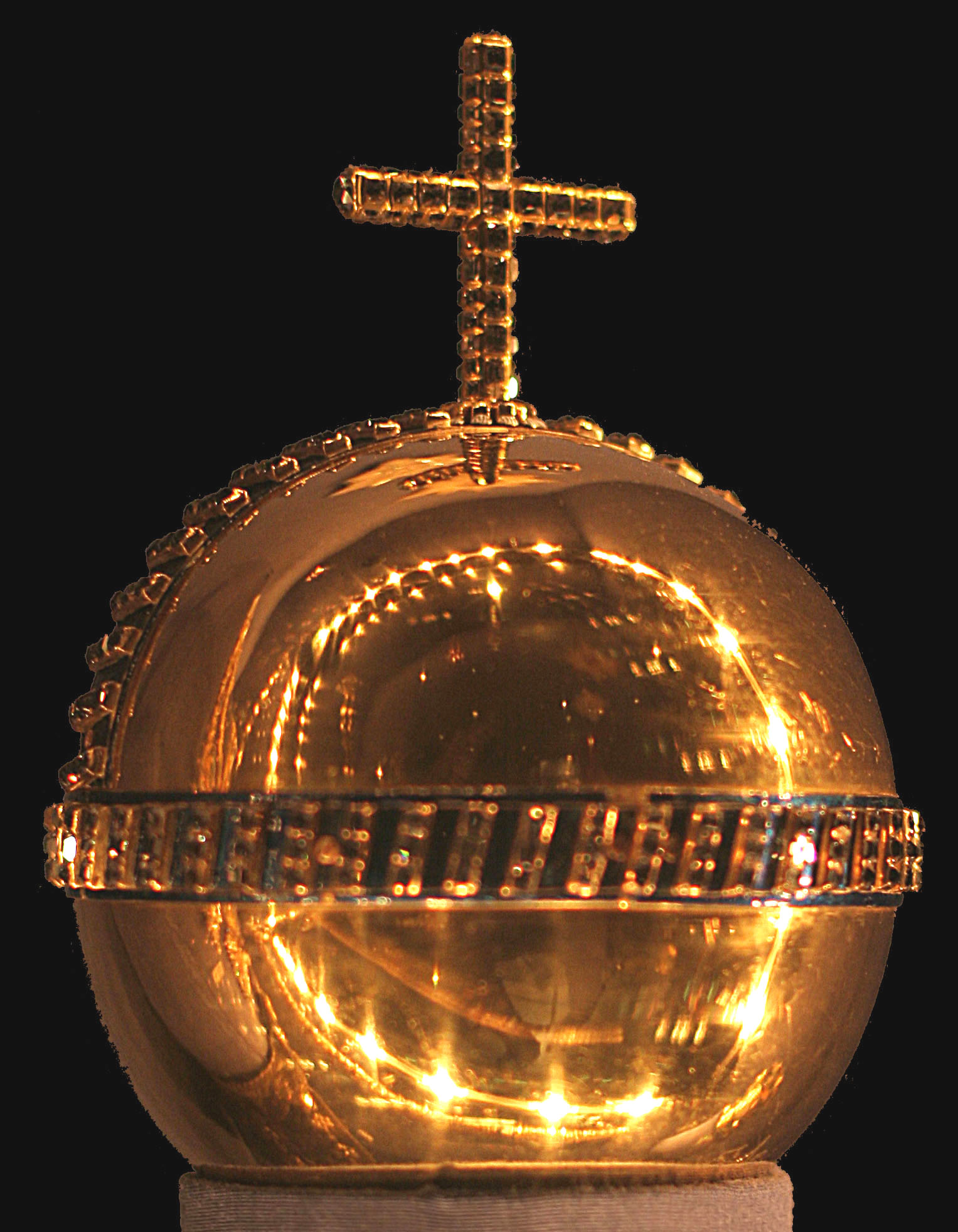
Det Danska Riksäpplet.

Riksäpplet symboliserar den kristna världens överhöghet.  Det är en gyllene glob dekorerad med ett band av emalj och briljanter. Ovanpå detta finns en halvcirkel av emalj och briljanter. Den toppas av ett kors med briljanter. Den tillverkades i Hamburg för kröningen av Fredrik III år 1648.

### Rikssvärdet
Rikssvärdet symboliserar kungens skyddande, straffande och dömande auktoritet. Svärdet var ursprungligen en bröllopspresent från Christian IV till Fredrik III:s bröllop 1643. Den användes för smörjelsen av alla absoluta monarker och förmodligen också för kröningen av Fredrik III.
Dess tvärskydd och grepp är dekorerade med ädelstenar. Skidan har en briljantbesatt Chape, som är täckt av röd sammet och är dekorerad med vapensköldar från olika delar av riket. Ovanför varje vapen finns en liten briljantbesatt krona.

### Smörjehornet
Smörjehornet som användes för att innehålla smörjelseoljan, är en guldcylinder och dess lock emaljerat med en mängd olika blommor och besatt med bordsslipade briljanter gjorda av en okänd Köpenhamns guldsmed för Fredrik III:s kröning 1648. 